# École internationale allemande Alexander von Humboldt
L'École internationale allemande Alexander von Humboldt (en allemand : Deutsche Internationale Schule Alexander von Humboldt Montreal) est une école internationale privée mixte et trilingue (allemand, anglais, français) située à Baie-D'Urfé, au Québec, dans l'ouest de l’agglomération de Montréal. Elle est membre du réseau mondial des 140 écoles allemandes à l’étranger.

## Histoire
Fondée en 1980, au 4119, avenue Madison dans le quartier Notre-Dame-de-Grâce à Montréal, l’école est ensuite déménagée en 1984 dans un nouveau bâtiment situé au cœur d’un quartier résidentiel cossu de Baie-D’Urfé dans l’Ouest de l’île de Montréal. À l’origine, l’école AvH comptait 22 élèves et elle accueille aujourd’hui 300 élèves qui vont de la prématernelle jusqu’au baccalauréat (12e année). L’école a été fondée pour offrir une éducation en allemand aux immigrants de l’Allemagne et du Québec. Seulement 20% des élèves proviennent des familles expatriées d’Allemagne. Ainsi, la plupart des élèves proviennent du Québec ou de l’étranger notamment de l’Europe de l’Est, de l’Amérique du Sud, des États-Unis, de la Chine et de la Corée du Sud.
L’école est financée principalement par les frais de scolarité mais également par les dons privés et le support du gouvernement fédéral de la République fédérale de l’Allemagne.

## L’école
L’école d’un étage s’étale sur plusieurs ailes interreliées et comprend des classes avec des équipements récents en plus d’offrir une grande fenestration. Outre les salles de classe régulière, l’école renferme des laboratoires de sciences et d’arts plastiques, deux gymnases, une cafétéria, une bibliothèque, une salle de jeux et, à l’extérieur, un terrain multisports (handball, basket-ball), un terrain de soccer, une piste d’athlétisme, une aire de jeux pour enfants ainsi qu’une cour intérieure pour pique-niquer.

## Programmes
Le programme est basé sur les programmes scolaires allemands mais répond également aux exigences du ministère de l'Éducation du Québec. Une importance particulière est accordée aux langues, aux mathématiques et aux sciences naturelles. L’école offre les trois parcours du système scolaire allemand dont principalement le programme « Gymnasium » (niveau C) mais également les programmes « Realschule » (niveau B) et Hauptschule et (niveau A). Le programme scolaire d’AvH donne accès au diplôme d’études secondaires du Québec, au certificat sur les compétences en langue allemande « Deutsches Sprachdiplom II » et au baccalauréat allemand international « Deutsches Internationales Abitur » (DIA).
Au Canada, AvH est la seule école allemande qui offre à ses élèves la possibilité de compléter une 12e année et d’obtenir un baccalauréat allemand international (DIA) comme alternative au diplôme d’études collégiales des CÉGEP au Québec. Avec un DIA, les élèves peuvent présenter leur candidature dans les universités du monde entier.